# Theodor Held

Theodor Held

Theodor Held (* 2. April 1859 in Zeven; † 23. August 1947 in Berlin) war Kaufmann und Mitglied des Deutschen Reichstags.

## Leben
Held hatte Gymnasialbildung und besuchte ein Polytechnikum. Er wurde erst Kaufmann und war später Fabrikbesitzer und Mitglied des Stadtverordneten-Kollegiums in Menden in Westfalen. Von 1894 bis 1900 war er Stadtverordneter und Mitglied des Kirchenvorstandes in Menden. Weiter war er Mitglied des Zentralvorstandes der nationalliberalen Partei von 1898 bis 1903.
Von 1903 bis zum 29. Dezember 1908 und von 1912 bis 1918 war er Mitglied des Deutschen Reichstags für den Wahlkreis Provinz Hannover 6 (Syke – Verden) und die Nationalliberale Partei. Von 1907 bis 1908 war er auch Mitglied des Preußischen Abgeordnetenhauses und von 1919 bis 1928 Mitglied des Landtages des Freistaates Preußen für die Deutsche Volkspartei.